# Ramaria pura
Ramaria pura är en svampart som beskrevs av Corner & K.S. Thind 1966. Ramaria pura ingår i släktet Ramaria och familjen Gomphaceae.   Inga underarter finns listade i Catalogue of Life.